# فادية (اسم)
فادية هو اسم علم شخصي مؤنث عربي، وهو مؤنث لإسم فادي ومعناه التي تفدي.
يعتبر من الأسماء المنتشرة في العالم العربي عن الإناث.

## الشخصيات
- فادية بنت فاروق الأول أميرة مصرية
- فادية عبد الغني ممثلة مصرية
- فادية الفقير روائية أردنية بريطانية
- فادية عكاشة ممثلة مصرية
- فادية الخطاب ممثلة سورية
- فاديا الطويل إعلامية فلسطينية أردنية
- فاديا عزام ممثلة سورية